# 香農 (北卡羅萊納州)
香農（英語：Shannon）是位於美國北卡羅萊納州羅伯遜縣的普查規定居民點。

## 人口
根據2020年美國人口普查的數據，香農的面積為2.65平方千米，皆為陸地。當地共有人口217人，而人口密度為每平方千米81.89人。